# Anaxagorea
- Commons
- Wikispecies

Anaxagorea A.St.-Hil.  é um género botânico pertencente à família Annonaceae.
As espécies são nativas das regiões tropicais da América e Ásia.

## Sinonímia
- Eburopetalum  Becc.
- Pleuripetalum T. Durand
- Rhopalocarpus Teijsm. & Binn. ex Miq.

## Espécies
| - Anaxagorea amensis Standl. - Anaxagorea allenii R. E. Fr. - Anaxagorea brachycarpa R. E. Fr. - Anaxagorea brevipedicellata Timmerman - Anaxagorea brevipes Benth. - Anaxagorea crassipetala Hemsl. - Anaxagorea dolichocarpa Sprague et Sandwith - Anaxagorea floribunda Timmerman - Anaxagorea gigantophylla R. E. Fr. | - Anaxagorea krukoffii R. E. Fr. - Anaxagorea manausensis Timmerman - Anaxagorea multiflora R. E. Fr. - Anaxagorea panamensis Standl. - Anaxagorea petiolata R. E. Fr. - Anaxagorea phaeocarpa Mart. - Anaxagorea radiata C. B. Rob. - Anaxagorea rheophytica Maas et Westra - Anaxagorea silvatica R. E. Fr. |

- Lista completa